# Vandalizam
Vandalizam označava namjerni čin koji uzrokuje oštećenje i/ili uništavanje javne ili privatne imovine.
Pojam dolazi od naziva plemena Vandala.